# Arroyo de la Laguna del Negro
El Arroyo de la Laguna del Negro  es un pequeño curso de agua uruguayo, ubicado en el departamento de Cerro Largo, perteneciente a la cuenca hidrográfica de la laguna Merín. Nace en la Cuchilla Grande, y desemboca en el río Tacuarí.